# Сантьягу, Силвиану
Силвиану Сантьягу (порт. Silviano Santiago, род. 29 сентября 1936, Формига) — бразильский писатель, историк литературы, переводчик, один из виднейших интеллектуалов Латинской Америки.

## Биография
Специалист по французской литературе, защитил в Сорбонне докторскую диссертацию по творчеству Андре Жида. Работал в университетах Рио-де-Жанейро, в качестве приглашенного профессора — в университетах США и Канады (Альбукерке, Буффало, Индиана, Нью-Йорк, Торонто и др.).  Переводил Превера, Роб-Грийе. Составитель ценных антологий, опубликованных на родине, в Европе и США, участник многих национальных и международных научных и культурных программ.
В 2013 году награждён Литературной премией Машаду де Ассиса.

## Произведения
- 1955 Os velhos (новеллы)
- 1960 4 poetas (стихи, с соавторами)
- 1961 Duas faces (новеллы, в соавторстве)
- 1969 Brasil: prosa e poesia (антология, Нью-Йорк)
- 1970 Salto (стихи). O banquete (новеллы)
- 1974 O olhar (роман)
- 1975 Iracema (комментированное издание знаменитого романа Жозе де Аленкара)
- 1976 Carlos Drummond de Andrade (эссе). Glossário de Derrida (редактор-составитель)
- 1978 Crescendo durante a guerra numa província ultramarina (стихи). Uma literatura nos trópicos; ensaios sobre dependência cultural (эссе)
- 1981 Em liberdade (роман).
- 1982 Vale quanto pesa; ensaios sobre questões político-culturais (эссе)
- 1985 Stella Manhattan (роман, переведен на англ., франц., исп. языки)
- 1988 Brasilianische Literatur der Zeit der Militärherrschaft (1964-1988) (редактор-составитель, на нем. яз.)
- 1989 Nas malhas da letra (эссе)
- 1993 Uma história de família (роман).Viagem ao México (роман)
- 1995 Cheiro forte (стихи)
- 1996 Keith Jarrett no Blue Note (improvisos de jazz) (новеллы)
- 1999 De cócoras (роман)
- 2000 Intérpretes do Brasil, 3 vols. (редактор-составитель)
- 2001  The space in-between: essays on Latin American culture (эссе, на англ. яз., США
- 2002 Carlos e Mário (комментированное издание переписки Марио де Андраде и Карлоса Друммонда де Андраде)
- 2003 República das Letras, de Gonçalves Dias a Ana Cristina César: cartas de escritores brasileiros: 1965-1995 (редактор-составитель)
- 2004 O Cosmopolitismo do Pobre: Crítica Literária e Crítica Cultural (эссе). O Falso Mentiroso: memórias (роман).
- 2005 Histórias Mal Contadas (новеллы). A viagem de Lévi-Strauss aos trópicos; Democratização no Brasil, 1979-1981 (cultura versus arte) (эссе)
- 2006 As Raízes e o Labirinto da América Latina (эссе).  A Vida como Literatura: o amanuense Belmiro (эссе). Ora (Direis) puxar conversa! (эссе)
- 2008 Heranças (роман)
- 2010 Anônimos (новеллы)